# José Luis Morante
José Luis Morante (El Bohodón, Ávila, 25 de agosto de 1956) es un poeta y crítico literario español.

## Biografía
José Luis Morante nació en El Bohodón (Ávila) en 1956. Su trabajo docente comienza en 1978 como maestro de Educación Primaria en Candeleda (Ávila) y, más tarde,en Arcos de la Frontera (Cádiz) Desde 1989 es profesor de Ciencias Sociales en Rivas-Vaciamadrid, primero en el CP Victoria Kent y, después, hasta 2016 en el IES Duque de Rivas. En esta ciudad de la periferia madrileña creó la revista Luna Llena y fue coordinador literario de la revista Prima Littera durante una década. Ha dirigido el periódico Señales de humo.
Sus primeros poemas aparecen en revistas a mediados de los años 80, pero su carta de presentación es el libro Rotonda con estatuas, editado en 1990. Su obra poética ha recibido el Premio Luis Cernuda, el Premio Internacional de Poesía San Juan de la Cruz, o el Premio Hermanos Argensola. Por el conjunto de su obra recibió el Premio Espadaña.
Ha colaborado en diferentes periódicos como "Diario de Ávila", "El Correo de Andalucía" y "Diario 16" y revistas digitales como "Los Diablos azules" de Infolibre.com

## Obra

### Poesía
- Rotonda con estatuas, Madrid, Asociación de escritores y artistas españoles, 1990.
- Enemigo leal, Sevilla, Ángaro, 1992.
- Población activa, Gijón, Colección Deva, Ateneo Obrero, 1994.
- Causas y efectos, Sevilla, Nodo Ediciones, 1997 (Premio Luis Cernuda).
- "Poesía. (1990-1998)", prólogo de José Luna Borge, Rivas-Vaciamadrid, Madrid, Colección Encuentro en Rivas, 1998.
- Largo recorrido, Madrid, Rialp, 2001, (Premio Internacional de Poesía san Juan de la Cruz).
- Un país lejano, Barcelona, DVD Ediciones, 2002.
- La noche en blanco, Barcelona, DVD Ediciones, 2005 (Premio Hermanos Argensola).
- Mapa de ruta, (Antología poética, 1990-2010), prólogo de Josep Maria Rodríguez, Colección Maillot Amarillo, 2010.
- Ninguna parte, Sevilla, Ediciones de la Isla de Siltolá, 2013
- "Nubes" (haikus), Málaga, Corona del Sur, 2013.
- "Pulsaciones", prólogo de Rosario Troncoso, Sevilla, Takara Editorial, 2017.
- "A punto de ver", Madrid, Editorial Polibea, 2019.
- "Viajeros sedentarios" (haikus), Barcelona, La Garúa Libros, 2025.

### Prosa
Protagonistas y secundarios, (Notas sobre poesía contemporánea), Ávila, Institución Gran Duque de Alba, 1999.
Palabras adentro, (Entrevistas literarias) Lucena, Anexo Col. Cuatro estaciones, 2003.
Reencuentros, (Diario) Salamanca Ed. Lf Ediciones, Béjar, 2007.
Mejores días (Aforismos) Mérida, Ediciones de la luna libros, 2009.
Motivos personales, (Aforismos), Sevilla, Ediciones de la Isla de Siltolá, 2015.

### Ediciones
- Entonces, ahora (Antología), Rivas-Vaciamadrid, Madrid, selección y prólogo de José Luis MOrante, Ayto Rivas-Vaciamadrid, 2003.
- Luis Felipe Comendador, Vuelta a la nada, edición de José Luis Morante, Béjar, Salamanca, Lf Ediciones, 2002.
- Hermes G. Donis, Vida y memoria, Gijón, Colección Deva, 2002.
- Joan Margarit, Arquitecturas de la memoria, edición bilingüe y estudio introductorio de José Luis Morante, Madrid, Cátedra,Letras Hispánicas, 2007.
- Luis García Montero. Ropa de Calle, edición, estudio introductorio y antología de José Luis Morante, Madrid, Cátedra, Letras Hispánicas, 2011. Tercera edición ampliada, con poemas escritos entre 1980 y 2017, Madrid, 2017.
- Eloy Sánchez Rosillo. Hilo de oro, edición, estudio introductorio y selección poética de José Luis Morante, Madrid, Cátedra, Letras Hispánicas, 2014.
- Re-generación (Valparaíso, 2016) [Antología de poetas españoles nacidos entre 1980 y 1995].[2][3]
- "Aforismos e ideas líricas de Juan Ramón Jiménez", prólogo y selección de José Luis Morante, Sevilla, Ediciones de la Isla de Siltolá, Aforismo, 2018.
- "También vivir precisa de epitafio. Antología poética de Javier Sánchez Menéndez(1983-2017), edición, prólogo y selección de poemas de José Luis Morante, Albacete, Chamán Ediciones, 2018.